# Голицына, Екатерина Дмитриевна
Екатерина (Смарагда) Дмитриевна Голицына (4 ноября 1720, Петербург — 2 ноября 1761, Париж) — урождённая княжна Кантемир, статс-дама, жена дипломата князя Д. М. Голицына, сестра (по отцу) поэта А. Д. Кантемира и княжны М. Д. Кантемир.

## Биография
Княгиня Екатерина Дмитриевна, дочь молдавского господаря князя Дмитрия Константиновича Кантемира. Отец её в 1711 году принял русское подданство, переселился в Россию и, получил от Петра I титул светлейшего князя, женился в 1717 году на княжне Анастасии Ивановне Трубецкой и имел от неё двух сыновей, умерших в младенчестве, и дочь Смарагду-Екатерину.
Потеряв отца в возрасте четырёх лет, княжна Кантемир получила воспитание в доме матери под наблюдением её побочного брата Ивана Ивановича Бецкого и благодаря этому по справедливости считалась одной из образованнейших русских женщин своего времени.
В 1744 году Екатерина была пожалована в камер-фрейлины и со временем стала одной из самых известных и блистательных красавиц при дворе императрицы Елизаветы. В 1745 году Екатерина вместе с матерью уезжает за границу для поправления здоровья второго мужа Анастасии Ивановны. После его смерти в Берлине, мать с дочерью не сразу возвращаются на родину. Они много путешествуют, несколько лет живут в Париже. Только смерть деда Екатерины в 1750 году заставляет их вернуться в Россию.

### Замужество

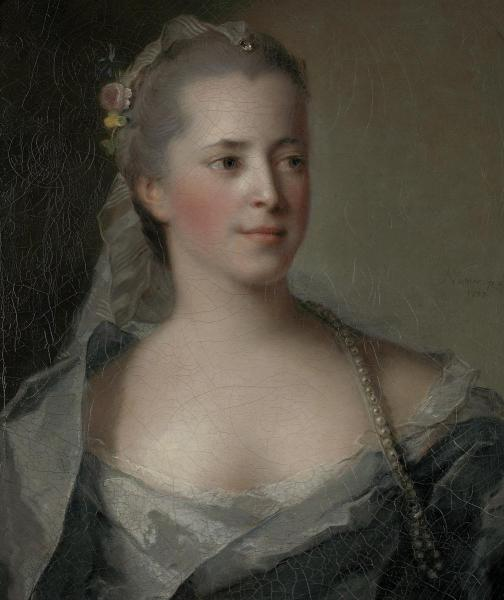
Екатерина Голицына
Художник Ж.-М.Натье, 1757

Екатерина с детства была очень болезненной и, вероятно, с юного возраста знала, что не сможет иметь детей. Долгое время она отклоняла все предложения руки и сердца и только в уже довольно позднем возрасте вышла замуж за князя Дмитрия Михайловича Голицына (1721—1793), бравого капитана Измайловского полка, сына фельдмаршала, представителя одной из самых влиятельных и знатных русских семей. Свадьба состоялась 28 января 1751 года при дворе с большим великолепием, в присутствии императрицы Елизаветы, чужестранных министров и знатных особ, а на другой день при дворе был ужин и бал на 200 персон. В тот же день молодая княгиня Голицына была назначена действительной статс-дамой.
В 1755 году скончалась мать Екатерины Анастасия Ивановна, и вскоре супруги Голицыны попросили разрешения уехать за границу для «поправки плохого самочувствия». В 1757 году они покинули Россию вместе с дядей Екатерины Иваном Бецким и прибыли в Париж.

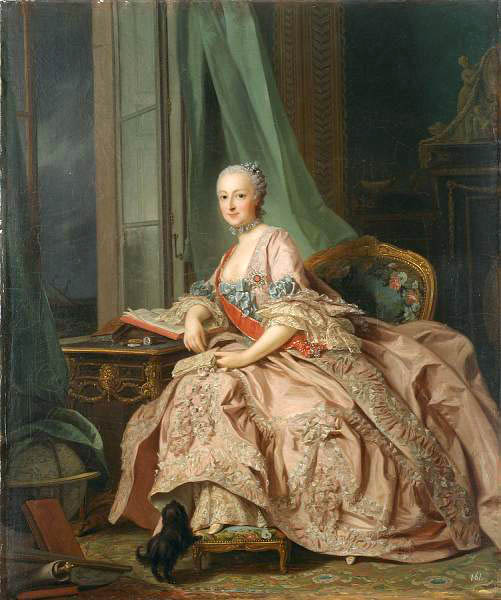
Посмертный портрет Анастасии Ивановны, графини Гессен-Гомбургской, княжны Трубецкой работы Александра Рослина (1757 г.)
Мельбурн, Национальная Галерея Виктории

### Жизнь в Париже
Княгиня Голицына произвела в Париже большое впечатление, держала открытый дом и заинтересовала собой и свет, и двор, где нашла самый ласковый приём. 
…Королева приняла княгиню Голицыну без всякой церемонии, в шлафроке, после обеда, в своей спальне, после чего она была введена к мадам Аделанд, куда другие  мадам де Франс изволили нарочно из своих покоев прийти, а оттуда прошла к дофине. В тот же день была она и у госпожи маркизы Помпадурши, которая с несказанною ласкою её приняла… нельзя лучше и отличнее учинить прием знатной чужестранной даме: видела она королеву и королевскую фамилию приватно и в шлафроке, хотя все здешние дамы не могут при дворе инако явиться как в робах; казалась, для неё весь этикет оставлен был.
 — так не без удовольствия отмечает Ф. Д. Бехтеев в письме к Воронцову успех своей соотечественницы при версальском дворе.
Положение Голицыных в обществе упрочила яркая индивидуальность Екатерины Дмитриевны, которая считалась превосходной клавесинисткой и, обладая красивым голосом и хорошей вокальной школой, по словам современников, могла соперничать с лучшими итальянскими виртуозами в пении. В 1760 году князь Голицын был назначен русским послом в Париже, и Екатерина Дмитриевна стала настоящей звездой Версаля и Парижа.

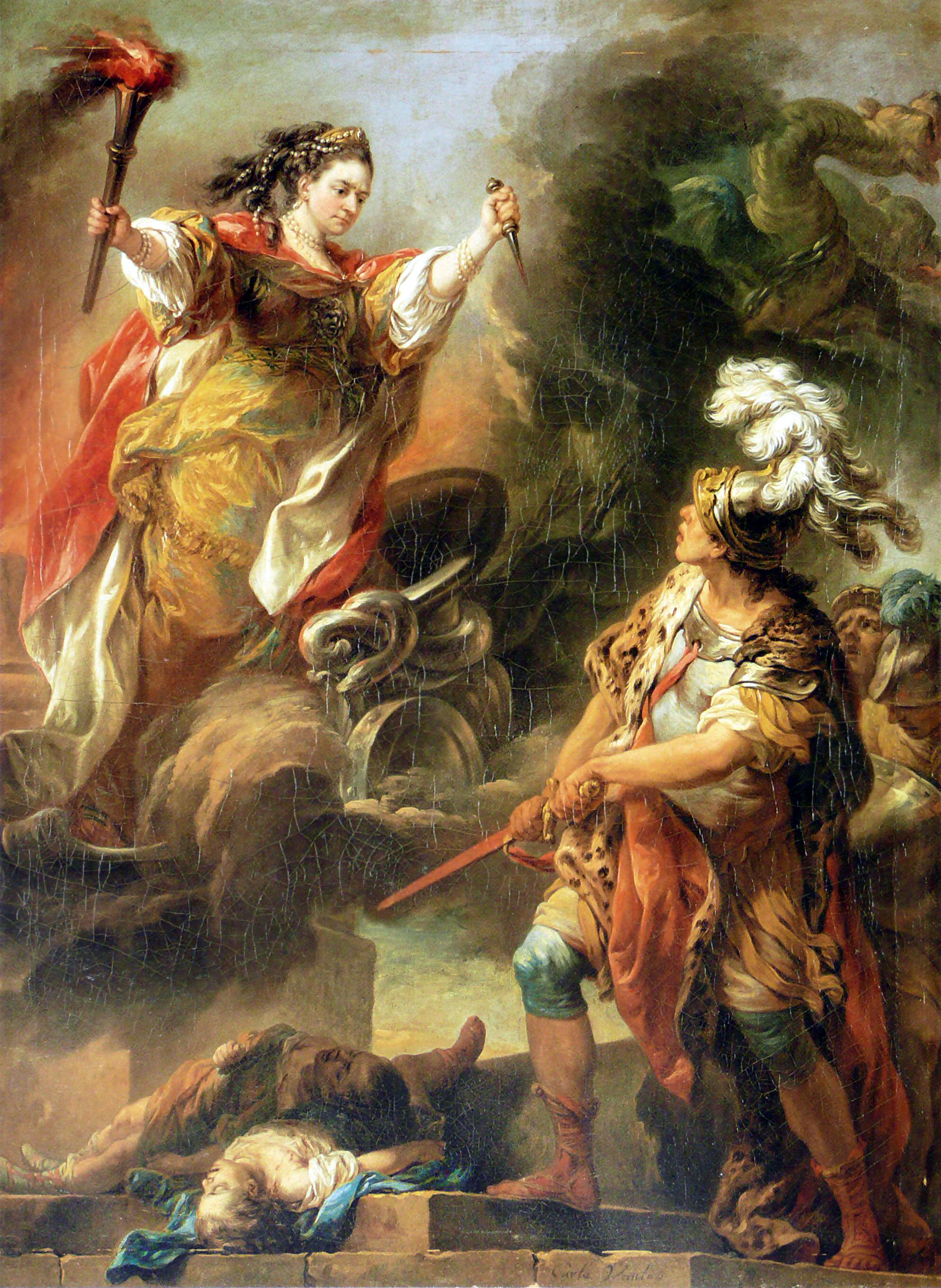
Портрет актрисы Клерон в роли Медеи, 1760

### Дружба с мадемуазель Клерон
Много толков породила в Париже и тесная дружба Голицыной с известной трагической актрисой Клерон (1723—1803). Княгиня Голицына страстно привязалась к ней, осыпала её подарками, не могла двух часов без неё провести. Она заказала живописцу Ван Лоо портрет Клерон в роли Медеи и усиленно хлопотала о приглашении её на петербургскую сцену. Эта дружба богатой русской княгини с французской актрисой подала повод к прозрачным намекам в парижской прессе, описывавшей отчаяние госпожи Клерон, заболевшей от горя после смерти княгини. 
«Может быть, она потолстеет, когда придет в себя», — говорили эпиграммисты, уверяя, что со смертью Голицыной она «овдовела».

В то же время Шарль Фавар в своих мемуарах отрицал лесбийские отношения княгини Голицыной с мадемуазель Клерон. 
…Я хорошо её знал, это была почтенная женщина, её нравственность была так же чиста, как её жизнь.

### Смерть

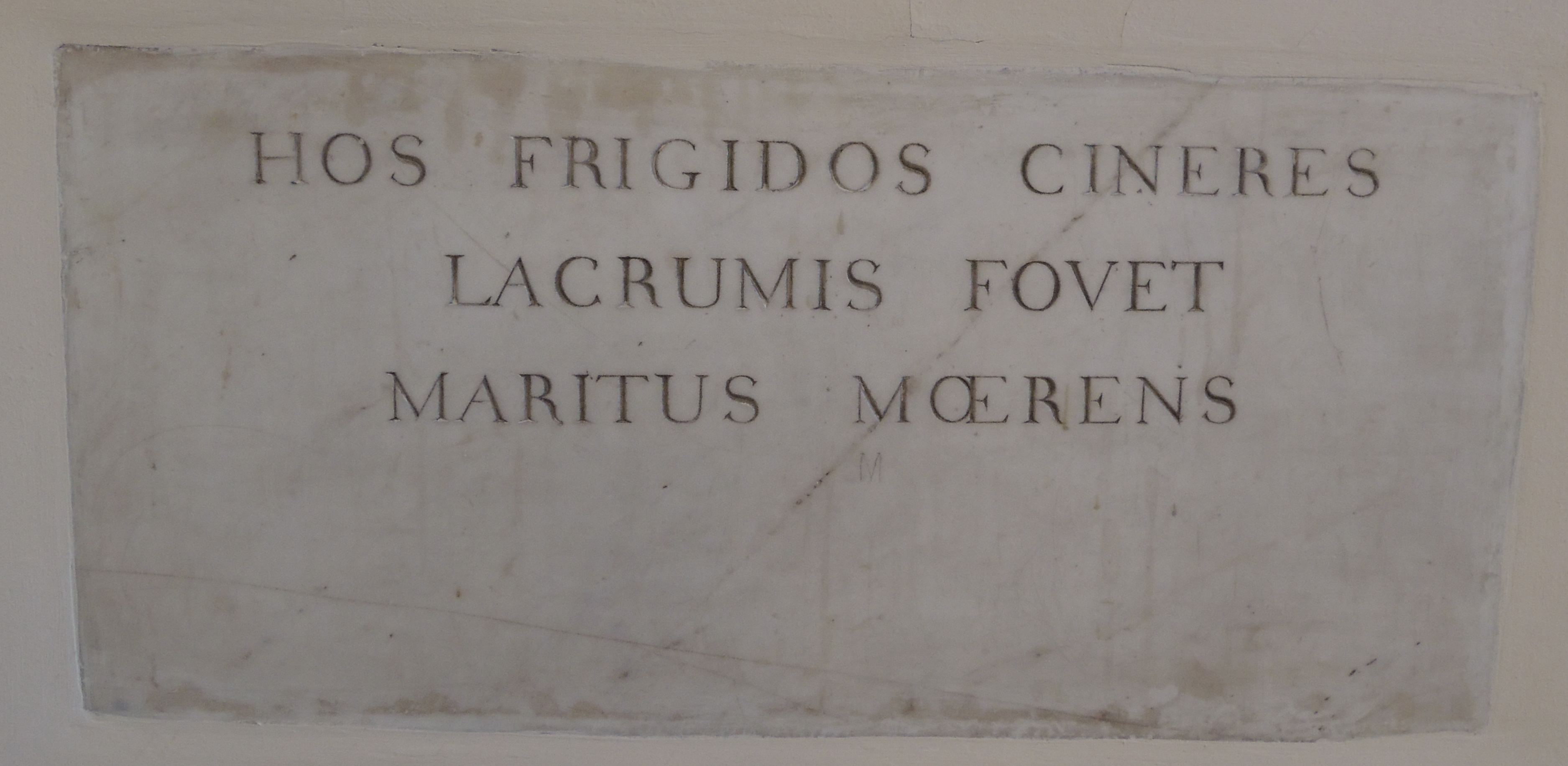

В 1761 году Дмитрий Голицын получил новое дипломатическое назначение — полномочного представителя России в Вене. Однако он не смог отправиться в Австрию из-за тяжёлой болезни супруги. Её состояние было тяжёлым, она составила завещание, в котором отказала большую часть наследства мужу. В письме к своему кузену Александру Михайловичу Голицыну из Парижа Дмитрий Голицын сообщал о некотором улучшении в состоянии здоровья жены:
...её болезнь немного уменьшилась, но она остается еще очень серьёзной и откладывает снова мой отъезд в Вену, нежность, которую я питаю к ней, не позволяет мне её покинуть, пока я не увижу её вне всякой опасности…
К несчастью, это улучшение здоровья оказалось временным, и 2 ноября 1761 года княгиня Екатерина Голицына скончалась.
Муж тяжело переживал её смерть. На следующий день он писал А. М. Голицыну о своей глубокой скорби из-за потери
...человека, который составлял моё самое большое счастье, благодаря своей нежности ко мне и благодаря своим добродетелям, которые каждый день давали мне повод для восхищения...
В следующем году прах княгини Екатерины Голицыной был перевезён в Петербург и предан земле в Благовещенской церкви Александро-Невской лавры.
Дмитрий Михайлович пережил супругу более чем на 30 лет. В память о единственной любимой он завещал построить в Москве больницу для бедных, Голицынскую больницу (в начале XX века она вошла в состав Первой Градской больницы).

## Завещание княгини
Княгиня Голицына, имея от природы очень доброе и отзывчивое на горе и нужды окружающих сердце, много помогала в делах благотворительности своему мужу. Страдая неизлечимой болезнью, от которой не помогали ни теплый климат, ни воды Пломбьера и Барежа, княгиня Голицына интересовалась медициной и по духовному завещанию оставила крупное пожертвование в пользу акушерского дела в России. На проценты с завещанного ею капитала в 20 тыс. рублей через каждые 6 лет трое из питомцев Московского университета, природные русские, должны были отправляться в Страсбургский университет, славившийся в то время лучшим преподаванием повивального искусства. На эти средства получили своё образование известные доктора Н. М. Максимович-Амбодик, А. М. Шумлянский и другие первые представители акушерства в русских школах.